# Gemeinde Visaginas

Lage der Gemeinde Visaginas in Litauen

Die Gemeinde Visaginas (lit. Visagino savivaldybė) ist eine Gemeinde (wörtlich: „Selbstverwaltung“) in Litauen, im Bezirk Utena. Das Zentrum der Gemeinde ist die Stadt Visaginas. Die Gemeinde wurde am 19. Juli 1994 errichtet. Der Amtsbezirk Rimšė und 16 Dörfer von der Rajongemeinde Ignalina wurden der neuen Gemeinde zugeordnet. Das Territorium beträgt 5841 ha.
2011 gab es 22.585 Einwohner, 51,91 % (11.724) davon Russen, 18,62 % (4.205) Litauer, 9,33 % (2.108) Polen.